# Parafia Matki Bożej Częstochowskiej w Cybince
Parafia Matki Bożej Częstochowskiej w Cybince – parafia rzymskokatolicka, położona w dekanacie Rzepin, diecezji zielonogórsko-gorzowskiej, metropolii szczecińsko-kamieńskiej w Polsce, erygowana 1 czerwca 1951 roku.